# Ribes, Ardèche

Ribes este o comună în departamentul Ardèche din sud-estul Franței. În 1 ianuarie 2022 avea o populație de 328 de locuitori.